# Turistbyrå

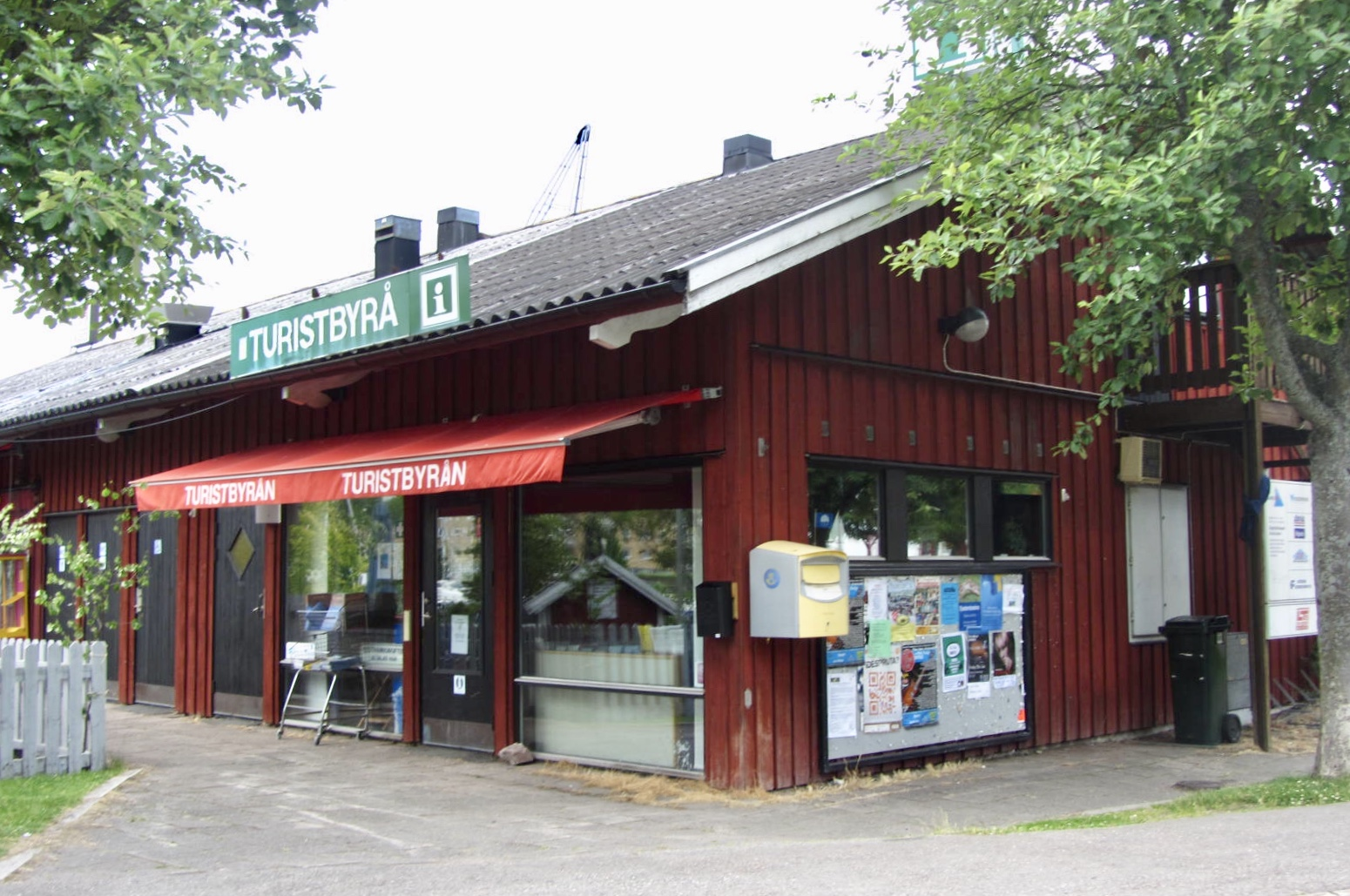
Åmåls turistbyrå, 2012.

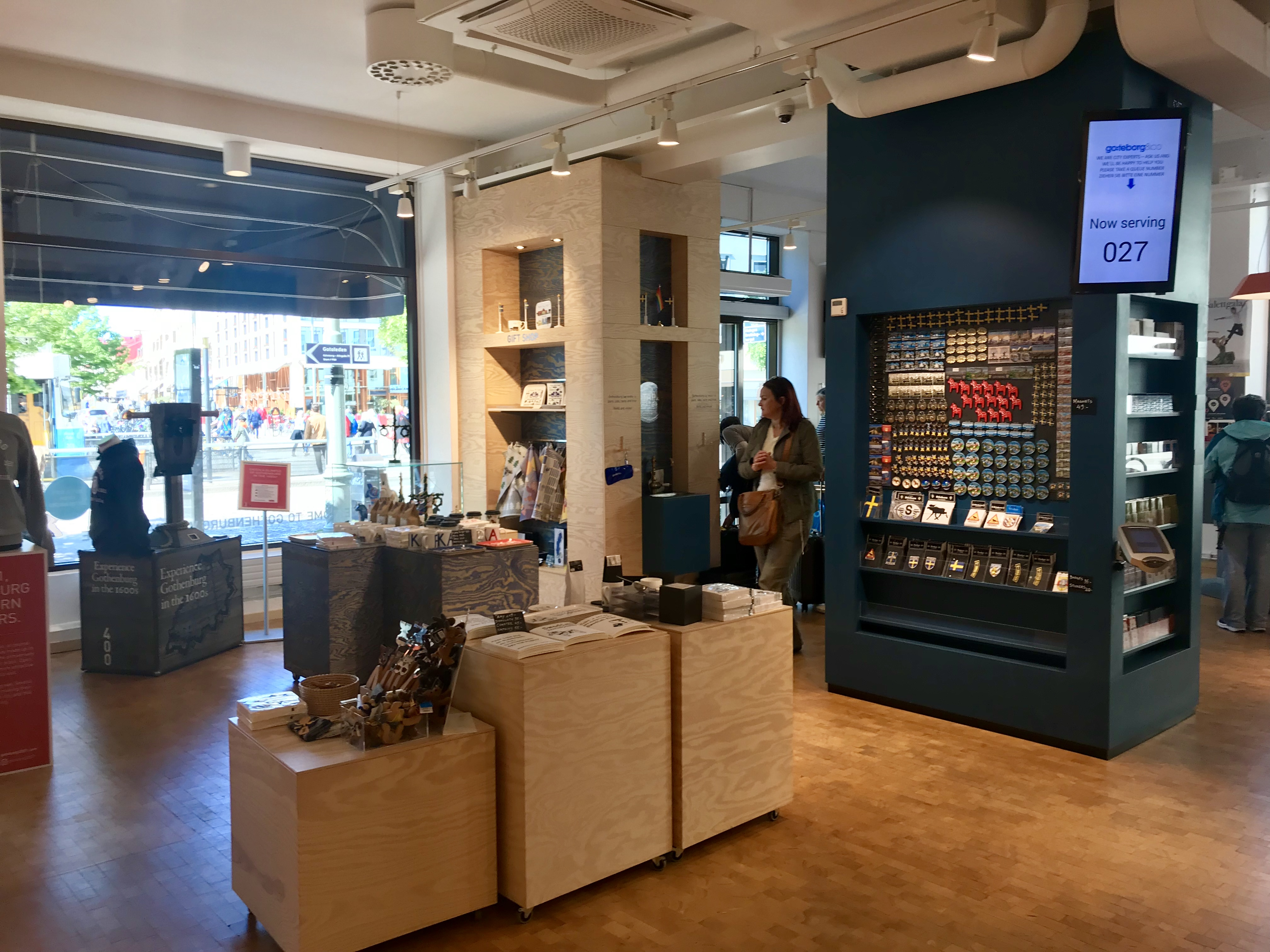
Interiör från en turistbyrå i Göteborg.

En turistbyrå  (eng. visitors center) är en informations- och serviceinrättning som hjälper turister och besökare på en ort eller plats med information om utflyktsmål, sevärdheter, evenemang, aktiviteter, och inte minst boende och restauranger.  En del turistbyråer kan även arrangera guidade turer. Ofta säljs också souvenirer. I de flesta fall är det kommuner som äger turistbyråerna, men det finns också turistbyråer som drivs i privat regi. 
Visita som är en bransch- och arbetsgivarorganisation för besöksnäringen i Sverige, har sedan 2012 ansvaret för auktorisationen av svenska turistbyråer och turistcenter. Auktorisationen är en kvalitetskontroll av turistbyråerna som säkerställer att besökare får riktig och marknadsneutral information av kompetenta turistbyråmedarbetare.      
Vanligen ordnar kommunerna turistbyråer.